# Plaque de bras Narvik
La plaque de bras Narvik  (en allemand : Ärmelschild Narvik ou Narvikschild) est une distinction militaire allemande du Troisième Reich, créée le 19 août 1940, et attribuée à tous les soldats des troupes de la Wehrmacht durant la Seconde Guerre mondiale ayant participé à la bataille de Narvik.

## Contexte
L’Allemagne nazie a envahi la Norvège en avril 1940 afin de sécuriser le transport du fer suédois avant d'engager la bataille de France, le 10 mai. Les Alliés avaient quant à eux déjà pensé à occuper la Norvège afin de contrer les visées allemandes sans se décider. Belligérants : 24 500 soldats alliés contre 5 600 soldats allemands.

## Critères d'attribution
La plaque de bras commémorative a été décernée à tout soldat ayant participé à la prise, puis à la défense de la ville de Narvik du 9 avril au 9 juin 1940 face aux forces franco-polonaises.
La première attribution de cette récompense a été décernée au Generaloberst Eduard Dietl par Adolf Hitler en personne le 21 mars 1941, puis un total de 8 577 insignes ont été attribués comme suit :
- Heer : total 2 755 (dont à titre posthume : 96) ;
- Luftwaffe : total 2 161 (équipage volant : 1 309, Fallschirmjager: 756, à titre posthume : 410) ;
- Kriegsmarine : 3 661 (équipage de destroyer: 2 672, autre : 115, à titre posthume : 410),
- Marine marchande: 442 (à titre posthume : 22).

## Description
Chaque récipiendaire recevait trois exemplaires, et avait la capacité d'acheter des exemplaires supplémentaires en produisant le document officialisant la récompense.
L'insigne était réalisé par l'estampage d'une tôle qui était habituellement en zinc, bien que quelques exemples au début ont été faits en laiton.
La plaque de bras a été attribuée en trois versions : deux versions en argent et une version en or. Chaque version a été attribuée sur un support en tissu pour l'attachement à l'uniforme. L'insigne teinté d'or a été émis aux membres de la Kriegsmarine. et était attribué sur un support en toile bleue. Les deux versions argentés de l'insigne de Narvik ont été distribuées aux membres de la Luftwaffe et de la Heer. La version de la Luftwaffe étant émis sur un support en toile gris-bleu et la version de la Heer sur un support en toile feldgrau. Hormis ce détail de couleur de support de toile, les insignes des 3 Armes étaient exactement identiques.
L'insigne était porté sur le haut du bras gauche de l'uniforme tel que décrit ci-dessus.

|                                                                                    | miniatur                                                                             | miniatur                                                          |
| Façon correcte de porter l'insigne de Narvik sur le bras gauche d'un Gebirgsjägers | L'insigne de Narvik en or sur une tunique bleu marine d'un soldat de la Kriegsmarine | General Eduard Dietl avec l'insigne sur son bras gauche supérieur |

Conformément à la loi de titres, ordres et médailles (Ordensgesetz) du 26 juillet 1957, le port de la distinction en République fédérale d'Allemagne a été autorisé mais sans les emblèmes nazis (aigle et swastika).

## Littérature
- Hans-Ulrich Krantz, Orden und Ehrenzeichen der Bundesrepublik Deutschland, Maximilian-Verlag, 1958

### Crédit
- (en) Cet article est partiellement ou en totalité issu de l’article de Wikipédia en anglais intitulé « Narvik Shield » (voir la liste des auteurs).